# دياني فان ديرين
دياني فـان ديرين (بالإنجليزية: Diane Van Deren)‏ هي لاعب كرة مضرب أمريكية، ولدت في 20 فبراير 1960.

## وصلات خارجية
- دياني فـان ديرين على موقع الاتحاد الألماني للألترا ماراثون (الإنجليزية)